# Атанас Колев
Атанас Колев (болг. Атанас Иванов Колев; нар. 15 липня 1967, Ботевград) – болгарський шахіст, гросмейстер від 1993 року.

## Шахова кар'єра
Від початку 1990-х років належить до числа провідних болгарських шахістів. 1992 року здобув у Банкі титул індивідуального чемпіона країни, також двічі був бронзовим призером (1994, 2014). Між 1992 і 2000 роками чотири рази брав участь у шахових олімпіадах, 2001 року – в командній першості Європи в Леоні.
1984 року представляв Болгарію на чемпіонаті світу серед юніорів до 20 років, поділивши 11-те місце (разом із, зокрема, Вішванатаном Анандом). 1986 року поділив 3-тє місце (позаду Зураба Азмайпарашвілі і Атанаса Коларова, разом з Даном Барбулеску, Любеном Спасовим і Едвінсом Кеньгісом) в Албені. У наступних роках досягнув низки успіхів, зокрема, в таких містах, як:
- 1990 – Канни (поділив 1-ше місце разом із, зокрема, Бориславом Івковим, Йосипом Дорфманом, Огнєном Цвітаном, Кевіном Спраггеттом,
- 1994 – Еленіте (турнір B, посів 1-ше місце),
- 1997 – Віллальба (поділив 1-ше місце разом з Міхаєм Шубою), Оренсе (2-ге місце позаду Ніколи Міткова),
- 1998 – Сарагоса (поділив 1-ше місце разом з Жаном-Марком Дегревом),
- 1999 – Севілья (поділив 1-ше місце), Castellarze (посів 1-ше місце),
- 2000 – Барселона (посів 1-ше місце),
- 2001 – Бадалона – двічі (посів 1-ше місце і поділив 1-місце разом з Майклом Оратовскі і Мігелем Муньйосом Пантоєю),
- 2005 – Салоу (поділив 1-ше місце разом з Сергієм Федорчуком),
- 2007 – двічі в Сан-Кристобаль-де-ла-Лагуна (поділив 1-ше місце разом з Бояном Кураїцою і Міхалом Мчедлішвілі, а також поділив 1-ше місце разом з Гавейном Джонсом, Бояном Кураїцою і Міхалом Мчедлішвілі),
- 2008 – Лас-Вегас (поділив 1-ше місце разом із, зокрема Гатою Камським і Лораном Фрессіне)[5],
- 2009 – Афіни (поділив 1-ше місце на турнірі Акрополіс Інтернешнл, разом з Боркі Предоєвичем, Хрістосом Банікасом і Йоаннісом Папаїоанну).

Найвищий рейтинг Ело в кар'єрі мав станом на 1 липня 2012 року, досягнувши 2604 очок займав тоді 4-те місце серед болгарських шахістів.

## Публікації
Є співавтором двох книг, присвячених дебютним системам сицилійського захисту: варіантам Найдорфа (The Sharpest Sicilian, 2007, ISBN 978-954-8782-56-2, разом з Кірілом Георгієвим) і Свєшнікова (The Easiest Sicilian, 2008, ISBN 978-954-8782-66-1, разом з Трайче Недевим).

## Зміни рейтингу
| На цьому місці має відображатися графік чи діаграма, однак з технічних причин його відображення наразі вимкнено. Будь ласка, не видаляйте код, який викликає це повідомлення. Розробники вже працюють для того, щоби відновити штатне функціонування цього графіка або діаграми. | |
| | На цьому місці має відображатися графік чи діаграма, однак з технічних причин його відображення наразі вимкнено. Будь ласка, не видаляйте код, який викликає це повідомлення. Розробники вже працюють для того, щоби відновити штатне функціонування цього графіка або діаграми. |